# Comté de Northumberland (Nouveau-Brunswick)
Pour les articles homonymes, voir Northumberland.
Le comté de Northumberland est situé à l'est du Nouveau-Brunswick, au Canada. Il est bordé à l'est par le Golfe du Saint-Laurent et est séparé en deux par la rivière Miramichi. Il y avait au total 44 952 habitants en 2016.

## Histoire
Le comté de Northumberland, fondé en 1784, est l'un des 8 comtés d'origine du Nouveau-Brunswick. Au fur et à mesure de l'augmentation de la population, de nouveaux comtés furent créés et, en 1826, les comtés de Gloucester et de Kent furent fondés à partir de territoires retranchés au comté de Northumberland.

## Démographie
| 2001   | 2006   | 2011   | 2016   |
| ------ | ------ | ------ | ------ |
| 50 817 | 48 868 | 46 204 | 44 952 |

## Administration

### Liste des gouvernements locaux
| Numéro | Nom                       | Statut                 | Population estimée (2021) | ± | Superficie (km²) | Densité |
| ------ | ------------------------- | ---------------------- | ------------------------- | - | ---------------- | ------- |
| 20     | Alnwick                   | Communauté rurale      | 3640                      |   |                  |         |
| 23     | Doaktown                  | Village                | 1243                      |   |                  |         |
|        | Eel Ground 2              | Réserve indienne       |                           |   | 10,90            |         |
| DR 5   | Grand Miramichi           | District rural         | 6526                      |   |                  |         |
| DR 6   | Kent (partie)             | District rural         | 1733                      |   |                  |         |
| 21     | Miramichi                 | Cité                   | 18033                     |   |                  |         |
| 22     | Miramichi River Valley    | Communauté rurale      | 7262                      |   |                  |         |
| 19     | Néguac                    | Village                | 1 684                     |   | 26,69            |         |
| 25     | Nouvelle-Arcadie (partie) | Village                | 3142                      |   |                  |         |
|        | Red Bank 4                | Réserve indienne       |                           |   | 16,19            |         |
| 18     | Tracadie (partie)         | Municipalité régionale | 16114                     |   |                  |         |
|        | Tabusintac 9              | Réserve indienne       |                           |   | 22,00            |         |
| 24     | Upper Miramichi (partie)  | Communauté rurale      | 2218                      |   |                  |         |

### Ancienne administration territoriale

#### Préfets
| Période                                  | Période | Identité                 | Étiquette | Qualité          |
| ---------------------------------------- | ------- | ------------------------ | --------- | ---------------- |
| 1923                                     | 1924    | Richard Joseph Gill      |           | Homme d'affaires |
| 1913                                     | 1915    | George Percival Burchill |           | Marchand         |
| 1882                                     |         | John Percival Burchill   |           |                  |
| 1877                                     |         | William Park             |           |                  |
| Les données manquantes sont à compléter. |         |                          |           |                  |

##### Préfets dont le mandat n'est pas connu
- Ernest Hutchison, marchand de bois, XIXe siècle
- Donald Morrison (en), marchand, XIXe siècle
- Charles Elijah Fish, homme d'affaires, XXe siècle
- James Robinson, homme d'affaires, XIXe siècle
- John O'Brien, marchand
- William A. Park, avocat